# Hamlet (film 1908 Desfontaines)
Hamlet è un film muto del 1908 diretto da Henri Desfontaines che svolge una piccola parte anche come attore.

## Trama
In Danimarca Amleto viene cacciato dallo zio che uccide il fratello, il re, e sposa la vedova Gertrude. Amleto dopo aver vagato a lungo decide di riprendersi ciò che gli spetta.